# Kingdom Hearts (seria)
Kindom Hearts (jap. キングダム ハーツ Kingudamu Hātsu) – seria gier z gatunku jRPG, wydawana przez studio Square Enix i stworzona przez Tetsuyę Nomurę, wieloletniego pracownika Square. Dzięki porozumieniu firm Square Enix i Disney Interactive Studios, Kingdom Hearts to seria będąca połączeniem światów Final Fantasy z uniwersum Disneya. Fabuła skupia się głównie na historii 14-letniego Sory, który musi stawić czoła siłom ciemności i uratować swoich przyjaciół.
Seria została wydana na kilka platform, w tym kilka kolejnych gier jest zaplanowanych. Wszystkie części Kingdom Hearts były komercyjnym sukcesem, otrzymując wysokie oceny od stron i pism zajmującymi się grami video, oraz sprzedając się w kilku milionach egzemplarzy na całym świecie. Na wrzesień 2008 roku, seria sprzedała się w 2 milionach egzemplarzy w Europie, 3 miliony w Japonii, oraz 5.6 milionów w Ameryce Północnej. Razem z grami zostały wliczone sprzedane soundtracki z gier, figurki, oraz książki. Seria została również zaadaptowana na mangę.

## Gry
Na serię składają się trzy gry główne (Kingdom Hearts, Kingdom Hearts II i Kingdom Hearts III), oraz kilka podporządkowanym im spin-offów.

### Spis tytułów
Kingdom Hearts – Część pierwsza wydana 28 marca 2002 roku w Japonii, 17 września 2002 w Ameryce Północnej i 15 listopada w Europie. Została wydana tylko na konsolę PlayStation 2. Wersje amerykańska i europejska zawierały kilka dodatkowych rzeczy, których nie zawierała wersja japońska. Głównym bohaterem gry jest 14-letni Sora i jego przyjaciele – Riku i Kairi – którzy zamieszkują na Wyspach Przeznaczenia. Gra przedstawia również głównych przeciwników, tzw. Heartless, którzy są przeciwnikami w każdej części serii, prócz Birth by Sleep.
Kingdom Hearts: Final Mix – Rozszerzone wydanie części pierwszej, wydane tylko w Japonii 26 grudnia 2002 roku. Oprócz głosów w wersji angielskim i napisów japońskich, gra ma wszystkie dodatki co wersje anglojęzyczne, oraz kilka dodatkowych bonusów, m.in. możliwość ominięcia wstawek filmowych. Wersja ta zawiera również sekretne zakończenie Another side, Another story..., które jest łącznikiem z drugą częścią serii.
Kingdom Hearts: Chain of Memories – Bezpośrednia kontynuacja części pierwszej, wydana na GameBoy Advance. Jej premiera odbyła się 11 listopada 2004 roku w Japonii, 7 grudnia 2004 w Ameryce Północnej, oraz 6 maja 2005 w Europie. Dzięki Game Link Cable, gra pozwalała na walkę w trybie gry wieloosobowej. Jest to pierwsza gra, która zawiera dwa różne scenariusze – Sory i Riku. Pod względem rozgrywki, Chain of Memories znacząco różni się od poprzednika – zastosowano w niej karciany tryb walki, w którym zadawane obrażenia zależne są od tego, jaką kartę posiada aktualnie Sora i jego przeciwnik. Pierwsza gra, w której przedstawiona zostaje Organizacja XIII, której członkowie są głównymi antagonistami w serii.
Kingdom Hearts II – Część druga, będąca sequelem części pierwszej i Chain of Memories. Została wydana tylko na konsolę PlayStation 2 22 grudnia 2005 roku w Japonii, 28 marca 2006 w Ameryce Północnej i 29 września 2006 w Europie. Akcja gry rozgrywa się rok po wydarzeniach w Chain of Memories. Wrócono do stylu rozgrywki znanego z części pierwszej, którego jednakże ulepszono, dodając m.in. szersze możliwości ataku i przeróżnych stylów walki. Dodany został również Reaction Command, który polega na odpowiednim wciskaniu przycisku w celu dodatkowej interakcji w walce.
Kingdom Hearts II Final Mix+ – Rozszerzone wydanie części drugiej, zawierające znacznie większą liczbę bonusów, takich jak: dodatkowe wstawki filmowe, bronie i przeciwnicy. Gra została wydana tylko w Japonii 29 marca 2007 roku. Do cut-scenek wykorzystano głosy z wersji angielskiej, które zostały zaopatrzone w japońskie napisy. Wydanie zaopatrzone zostało również w możliwość ponownej walki ze wszystkimi członkami Organizacji XIII, oraz w dodatkowe, sekretne zakończenie, będące scenką z końcowej walki z Birth by Sleep.
Kingdom Hearts Re:Chain of Memories – Gra jest w całości remakiem Chain of Memories, wydana na konsolę PlayStation 2, zaopatrzona w grafikę 3D i voice-acting. Posiada wszystko to co pierwotna wersja, w tym kilka dodatkowych rzeczy i kilka wyraźnych modyfikacji związanych z rozgrywką, podobnych do tych w Kingdom Hearts II. W Japonii została wydana jako dodatek do Final Mix+ dnia 29 marca 2007 roku, oraz oddzielnie w Ameryce Północnej 2 grudnia 2008 roku. Nie została wydana w Europie i Australii.
Kingdom Hearts coded – Gra przedstawia wydarzenia po tych w Kingdom Hearts II. Została wydana tylko w Japonii na telefony komórkowe (NTT DoCoMo) dnia 18 listopada 2008 roku, w ośmiu epizodach. Fabuła skupia się na dzienniku Jiminy’ego z wyprawy z pierwszej części serii, z którego zniknęły wszystkie notatki. Tworząc jego cyfrową wersję, Miki stwarza cyfrowego Sorę, którego zadaniem jest naprawienie dziennika.
Kingdom Hearts: 358/2 Days – Część wydana na Nintendo DS 30 maja 2009 roku w Japonii, 29 września 2009 w Ameryce Północnej i 9 października 2009 w Europie. Gra nie jest bezpośrednią kontynuacją, a raczej spin-offem, dziejącą się pomiędzy częścią pierwszą a drugą, oraz dzieląca wydarzenia z Chain of Memories. Dodatkowy tryb gry: Mission Mode, pozwala na rozgrywkę dla czterech graczy. Po raz pierwszy w serii głównym bohaterem nie jest Sora, który w 358/2 Days pełni epizodyczną rolę, a Roxas, który wcześniej pojawił się w Kingdom Hearts II. Całość fabularna skupia się na Organizacji XIII, w której pojawiają się wszyscy jej członkowie. 358/2 Days jest zarówno pierwszą grą w serii, w której nie pojawia się ani jedna postać ze świata Final Fantasy.
Kingdom Hearts: Birth by Sleep – Gra jest prequelem całej serii, przedstawiająca wydarzenia 10 lat przed tymi w Kingdom Hearts. Została wydana w Japonii 9 stycznia 2010 roku, w Ameryce Północnej 7 września 2010, w Australii 9 września 2010, a w Europie dzień później. Jest to druga gra w serii, która ma więcej niż jeden scenariusz i więcej niż jednego bohatera. Birth by Sleep przedstawia trzech bohaterów: Terrę, Aquę i Ventusa, którzy są wychowankami Mistrzea Eraqusa, z których Terra i Aqua są trenowani do zostania Mistrzami Keyblade’a. Fabuła skupia się na ich poszukiwaniach Mistrza Xehanorta i pokonanie tajemniczych stworzeń Unversed.
Kingdom Hearts Re:coded – Remake Kingdom Hearts coded wydany na konsolę Nintendo DS, znacząco różniący się od oryginału – twórcy postanowili zachować tylko fabułę, rozgrywka została przemodelowana od podstaw i jest bardzo zbliżona do rozgrywki z Birth by Sleep. Premiera w Japonii odbyła się 7 października 2010 roku, a w Ameryce Północnej i Europie kolejno: 11 stycznia i 14 stycznia 2011 roku. W przeciwieństwie do swojego pierwowzoru, Re:coded zawiera sekretne zakończenie Reconnect. Kingdom Hearts, które jest łącznikiem z Dream Drop Distance.
Kingdom Hearts: Birth by Sleep – Final Mix – Rozszerzone wydanie Birth by Sleep na konsolę PlayStation Portable. Gra zawiera wszystkie dodatki z wydań anglojęzycznych, plus jeszcze kilka ekskluzywnych. Tak jak w poprzednich Final Mixach, ten również zaopatrzony będzie w angielskie głosy i japońskie napisy, oraz zostanie wydany tylko na terenie Japonii. Zaopatrzony został w dodatkowy rozdział Secret Episode, oraz sekretny film Birth by Sleep -Volume Two-.
Kingdom Hearts 3D: Dream Drop Distance – Jedna z pierwszych gier na konsolę Nintendo 3DS. Gra przedstawia wydarzenia po Kingdom Hearts II i coded, opierając się na Sorze i Riku oraz ich egzaminie stania się mistrzami Keyblade’a, zapowiedzianego przez Yen Sida w sekretnym zakończeniu Re:coded. Sekretne zakończenie gry, zgodnie z zapowiedziami twórcy, doprowadza do części trzeciej.
Kingdom Hearts HD 1.5 Remix – Pierwsza gra z serii Kingdom Hearts na PS3, zostały w niej odświeżone 2 gry: Kingdom Hearts: Final Mix, Kingdom Hearts Re:Chain of Memories i cutscenki z gry Kingdom Hearts: 358/2 Days. Wszystkie posiadają oprawę graficzną HD 1.5 oraz wsparcie dla trofeów Playstation Network.
Kingdom Hearts HD 2.5 Remix – Druga kompilacja gier z serii. W skład paczki wchodzą odświeżone: Kingdom Hearts II: Final Mix, Kingdom Hearts Birth By Sleep: Final Mix i przerywniki filmowe z Kingdom Hearts Re:Coded. Cały zestaw jest w Full HD (1080p) i wspiera trofea PSN.
Kingdom Hearts HD 1.5+2.5 Remix – Wydana w 2017 r. kompilacja wcześniejszych kolekcji na PS4. W 2020 roku znalazła się na Xbox One, a w 2021 na PC poprzez Epic Games Store.
Kingdom Hearts HD 2.8 -Final Chapter Prolouge- – Wydana w 2017 roku na PS4 gra zawierająca remaster HD Dream Drop Distance, opowiadający nową fabułę film χ Back Cover oraz 0.2 Birth By Sleep ~A Fragmentary Passage~, krótką grę będącą prologiem do Kingdom Hearts III. W 2020 roku znalazła się na Xbox One, a w 2021 na PC poprzez Epic Games Store.
Kingdom Hearts III – Została pokazana na targach E3 2013 na konsolę PS4 oraz Xbox One. Gra została wydana globalnie 29 stycznia 2019 roku. W 2021 ukazała się na PC poprzez Epic Games Store.
Kingdom Hearts χ [chi] – Została pokazana na Tokyo Game Show 2012 na przeglądarki PC. Obecnie będzie tylko w Japonii.
Kingdom Hearts Unchained χ – Gra na komórki wydana w Japonii w 2015 i międzynarodowo w 2016 roku.
Kingdom Hearts Union χ [cross] – Zaktualizowana wersja Unchained χ, wydana w 2017 roku.
Kingdom Hearts Dark Road – Wydana w 2020 roku gra na komórki opowiadająca o młodym Xehanorcie i Eraqusie.
Kingdom Hearts: Melody of Memory – Gra rytmiczna kontynuująca fabułę dodatku ReMIND do Kingdom Hearts III. Wydana w 2020 roku na Playstation 4, Xbox One i Nintendo Switch. W 2021 ukazała się na PC poprzez Epic Games Store.

## Lista światów

### Światy stworzone na potrzeby gry
| Świat                         | Gra            | Gra               | Gra               | Gra   | Gra        | Gra            | Gra                 | Gra                | Gra                    |
| Świat                         | Kingdom Hearts | Chain of Memories | Kingdom Hearts II | Coded | 358/2 Days | Birth by Sleep | Dream Drop Distance | Kingdom Hearts III | Kingdom Hearts χ [chi] |
| ----------------------------- | -------------- | ----------------- | ----------------- | ----- | ---------- | -------------- | ------------------- | ------------------ | ---------------------- |
| Destiny Islands               | Tak            | Tak               | Tak               | Tak   | Tak        | Tak            | Tak                 | Tak                | ?                      |
| Traverse Town                 | Tak            | Tak               | Nie               | Tak   | Nie        | Nie            | Tak                 | ?                  | ?                      |
| Hollow Bastion/Radiant Garden | Tak            | Tak               | Tak               | Tak   | Nie        | Tak            | Tak                 | ?                  | ?                      |
| End of the World              | Tak            | Nie               | Nie               | Nie   | Nie        | Nie            | Nie                 | ?                  | ?                      |
| Dive to the Heart             | Tak            | Nie               | Tak               | Tak   | Nie        | Tak            | Tak                 | ?                  | ?                      |
| Twilight Town                 | Nie            | Tak               | Tak               | Nie   | Tak        | Nie            | Nie                 | Tak                | ?                      |
| Castle Oblivion               | Nie            | Tak               | Tak               | Tak   | Tak        | Tak            | Tak                 | ?                  | ?                      |
| The World That Never Was      | Nie            | Nie               | Tak               | Nie   | Tak        | Nie            | Tak                 | ?                  | ?                      |
| Mysterious Tower              | Nie            | Nie               | Tak               | Tak   | Nie        | Tak            | Tak                 | ?                  | ?                      |
| Keyblade Graveyard            | Nie            | Nie               | Tak               | Nie   | Nie        | Tak            | Nie                 | ?                  | ?                      |
| Land of Departure             | Nie            | Nie               | Nie               | Nie   | Nie        | Tak            | Nie                 | ?                  | ?                      |
| Mirage Arena                  | Nie            | Nie               | Nie               | Nie   | Nie        | Tak            | Nie                 | ?                  | ?                      |

### Światy z filmów Disneya
| Świat                     | Gra            | Gra               | Gra               | Gra   | Gra        | Gra            | Gra                 | Gra                | Gra                    |
| Świat                     | Kingdom Hearts | Chain of Memories | Kingdom Hearts II | coded | 358/2 Days | Birth by Sleep | Dream Drop Distance | Kingdom Hearts III | Kingdom Hearts χ [chi] |
| ------------------------- | -------------- | ----------------- | ----------------- | ----- | ---------- | -------------- | ------------------- | ------------------ | ---------------------- |
| Disney Castle             | Tak            | Nie               | Tak               | Tak   | Nie        | Nie            | Tak}                | ?                  | ?                      |
| Wonderland                | Tak            | Tak               | Nie               | Tak   | Tak        | Nie            | Nie                 | ?                  | Tak                    |
| Deep Jungle               | Tak            | Nie               | Nie               | Nie   | Nie        | Nie            | Nie                 | ?                  | ?                      |
| Olympus Coliseum          | Tak            | Tak               | Tak               | Tak   | Tak        | Tak            | Nie                 | ?                  | ?                      |
| Agrabah                   | Tak            | Tak               | Tak               | Tak   | Tak        | Nie            | Nie                 | ?                  | Tak                    |
| Monstro                   | Tak            | Tak               | Nie               | Nie   | Nie        | Nie            | Tak                 | ?                  | ?                      |
| Halloween Town            | Tak            | Tak               | Tak               | Nie   | Tak        | Nie            | Nie                 | ?                  | ?                      |
| Atlantica                 | Tak            | Tak               | Tak               | Nie   | Nie        | Nie            | Nie                 | ?                  | ?                      |
| Neverland                 | Tak            | Tak               | Nie               | Nie   | Tak        | Tak            | Nie                 | ?                  | ?                      |
| 100 Acre Wood             | Tak            | Tak               | Tak               | Nie   | Nie        | Tak            | Nie                 | ?                  | ?                      |
| Land of Dragons           | Nie            | Nie               | Tak               | Nie   | Nie        | Nie            | Nie                 | ?                  | ?                      |
| Beast's Castle            | Nie            | Nie               | Tak               | Nie   | Tak        | Nie            | Nie                 | ?                  | ?                      |
| Timeless River            | Nie            | Nie               | Tak               | Nie   | Nie        | Nie            | Nie                 | ?                  | ?                      |
| Port Royal                | Nie            | Nie               | Tak               | Nie   | Nie        | Nie            | Nie                 | ?                  | ?                      |
| Pride Lands               | Nie            | Nie               | Tak               | Nie   | Nie        | Nie            | Nie                 | ?                  | ?                      |
| Space Paranoids           | Nie            | Nie               | Tak               | Nie   | Nie        | Nie            | Nie                 | ?                  | ?                      |
| Enchanted Dominion        | Nie            | Nie               | Nie               | Nie   | Nie        | Tak            | Nie                 | ?                  | ?                      |
| Dwarf Woodlands           | Nie            | Nie               | Nie               | Nie   | Nie        | Tak            | Nie                 | ?                  | Tak                    |
| Castle of Dreams          | Nie            | Nie               | Nie               | Nie   | Nie        | Tak            | Nie                 | ?                  | ?                      |
| Disney Town               | Nie            | Nie               | Nie               | Nie   | Nie        | Tak            | Nie                 | ?                  | ?                      |
| Deep Space                | Nie            | Nie               | Nie               | Nie   | Nie        | Tak            | Nie                 | ?                  | ?                      |
| La Cité des Cloches       | Nie            | Nie               | Nie               | Nie   | Nie        | Nie            | Tak                 | ?                  | ?                      |
| The Grid                  | Nie            | Nie               | Nie               | Nie   | Nie        | Nie            | Tak                 | ?                  | ?                      |
| Prankster's Paradise      | Nie            | Nie               | Nie               | Nie   | Nie        | Nie            | Tak                 | ?                  | ?                      |
| Country of the Musketeers | Nie            | Nie               | Nie               | Nie   | Nie        | Nie            | Tak                 | ?                  | ?                      |
| Symphony of Sorcery       | Nie            | Nie               | Nie               | Nie   | Nie        | Nie            | Tak                 | ?                  | ?                      |

## Chronologia
1. Kingdom Hearts χ [chi]
2. Kingdom Hearts Unchained χ
3. Kingdom Hearts Union χ [cross]
4. Kingdom Hearts Dark Road
5. Kingdom Hearts: Birth by Sleep
6. Blank Points (sekretne zakończenie Birth by Sleep, z wyjątkiem ostatniej sceny na Destiny Islands)
7. Kingdom Hearts: 0.2 Birth By Sleep ~A Fragmentary Passage~
8. Kingdom Hearts
9. Kingdom Hearts: 358/2 Days (do 23 dnia)
10. Kingdom Hearts: Chain of Memories
11. Kingdom Hearts: 358/2 Days (od 50 dnia)
12. Kingdom Hearts II (prócz zakończenia po napisach końcowych)
13. Kingdom Hearts coded
14. Signs of What’s Next (sekretne zakończenie Re:coded)
15. Kingdom Hearts II (zakończenie po napisach końcowych)
16. Blank Points (końcowa scena sekretnego zakończenia Birth by Sleep na Destiny Islands)
17. Kingdom Hearts 3D: Dream Drop Distance
18. Kingdom Hearts: 0.2 Birth By Sleep ~A Fragmentary Passage~ (początkowa i końcowa scena)
19. Kingdom Hearts III (w tym dodatek ReMIND)
20. Kingdom Hearts: Melody of Memory

## Aktorzy
Głosu głównym i drugoplanowym postaciom w wersjach japońskich i angielskich użyczyli popularni i znani aktorzy głosowi. W wersji japońskiej w rolach głównych bohaterów występują Miyu Irino jako Sora, Risa Uchida jako Kairi, Mamoru Miyano jako Riku, Kōki Uchiyama jako Roxas, Iku Nakahara jako Naminé i Genzō Wakayama jako DiZ. Pozostałymi aktorami są m.in. Kōichi Yamadera, Hideo Ishikawa, Maaya Sakamoto, Takahiro Sakurai, Akio Ōtsuka, Takashi Aoyagi, Yū Shimaka i Shinichirō Miki.
W role głównych bohaterów w wersji angielskiej wcielili się Haley Joel Osment jako Sora, David Gallagher jako Riku, Hayden Panettiere i Alyson Stoner jako Kairi, Jesse McCartney jako Roxas, Brittany Snow i Meaghan Jette Martin jako Naminé, oraz Christopher Lee jako DiZ. Większość pierwszych aktorów, którzy udzielili głosu postaciom z filmów Disneya, po raz kolejny dubbingują je w grze: Tony Anselmo jako Kaczor Donald, Bill Farmer jako Goofy i Pluto, oraz Wayne Allwine jako Myszka Miki. Allwine po śmierci został zastąpiony przez Breta Iwana. Pozostali aktorzy to m.in. Susanne Blakeslee, Russi Taylor, Tress MacNeille, Corey Burton, James Woods, Scott Weinger, Dan Castellaneta, Jodi Benson, Chris Sarandon, Jess Harnell, Jeff Bennett, Jim Cummings, Eddie Carroll, Ming-Na Wen, Pat Morita, Tate Donovan, James Arnold Taylor, Frank Welker, Ernie Sabella i Bruce Boxleitner.